# Valras-Plage
Valras-Plage ist eine französische Gemeinde mit 4300 Einwohnern (Stand 1. Januar 2022) im Département Hérault in der Region Okzitanien; sie gehört zum Arrondissement Béziers und zum Kanton Béziers-1. Die Gemeinde wurde 1931 selbständig und gehörte bis zu diesem Zeitpunkt zu Sérignan.
Valras-Plage ist ein Badeort etwa elf Kilometer südlich von Béziers. Der Ort wird durch die Mündung des Orb geteilt, die Bebauung beschränkt sich auf den Teil westlich des Flusses, ist dort aber sehr dicht.

## Wappen
Beschreibung: In Rot und erhöhten blauen Schildfuß zwei silberne zugekehrte Seepferdchen vor einer goldenen aufgehenden strahlenden Sonne.

## Bevölkerungsentwicklung
- 1962: 1698
- 1968: 2190
- 1975: 2539
- 1982: 2588
- 1990: 3043
- 1999: 3625
- 2008: 4485
- 2017: 4207

## Sehenswürdigkeiten
- Fischerhütten an der Mündung des Orb

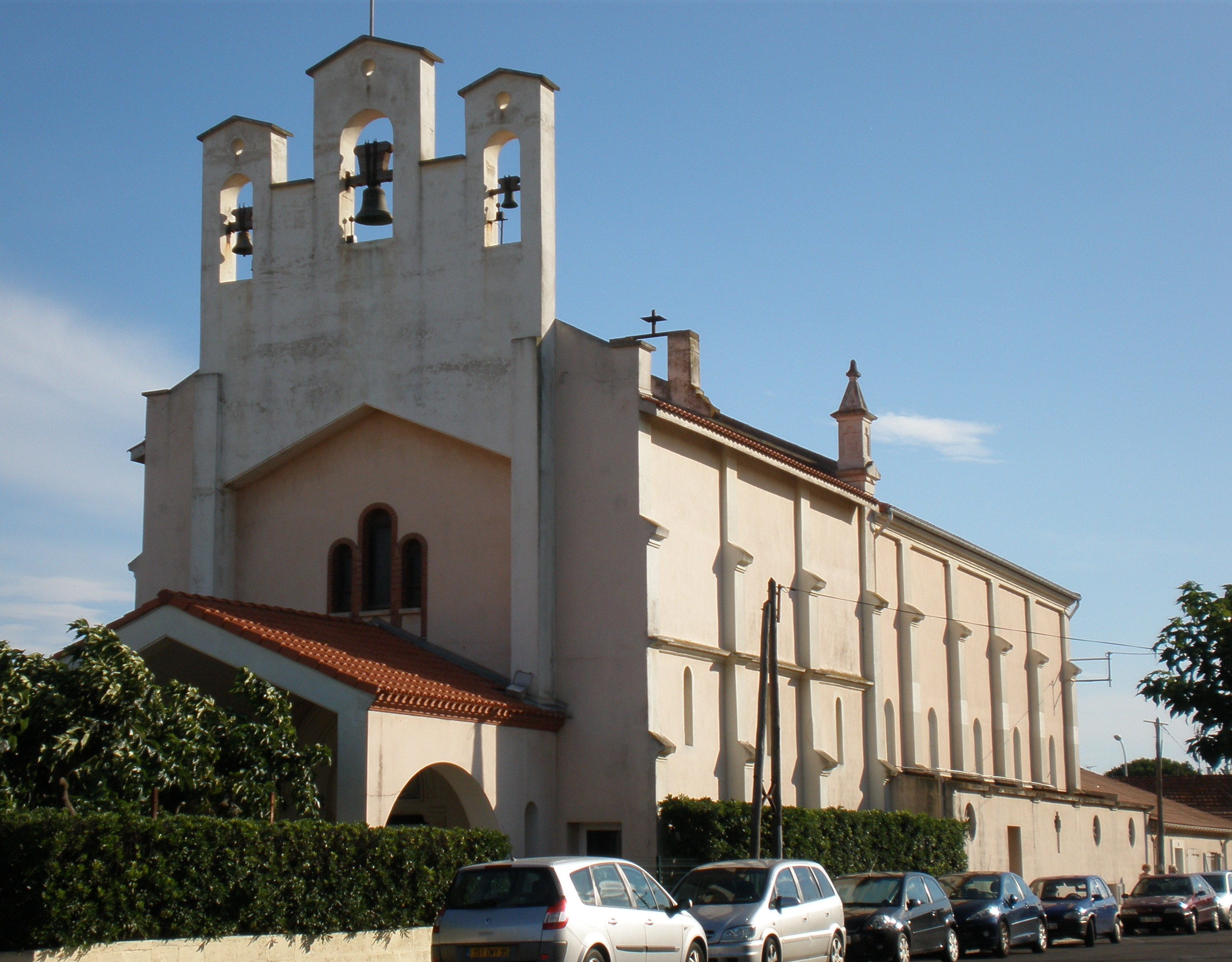
Die Kirche Notre-Dame du Perpétuel Secours (1913)
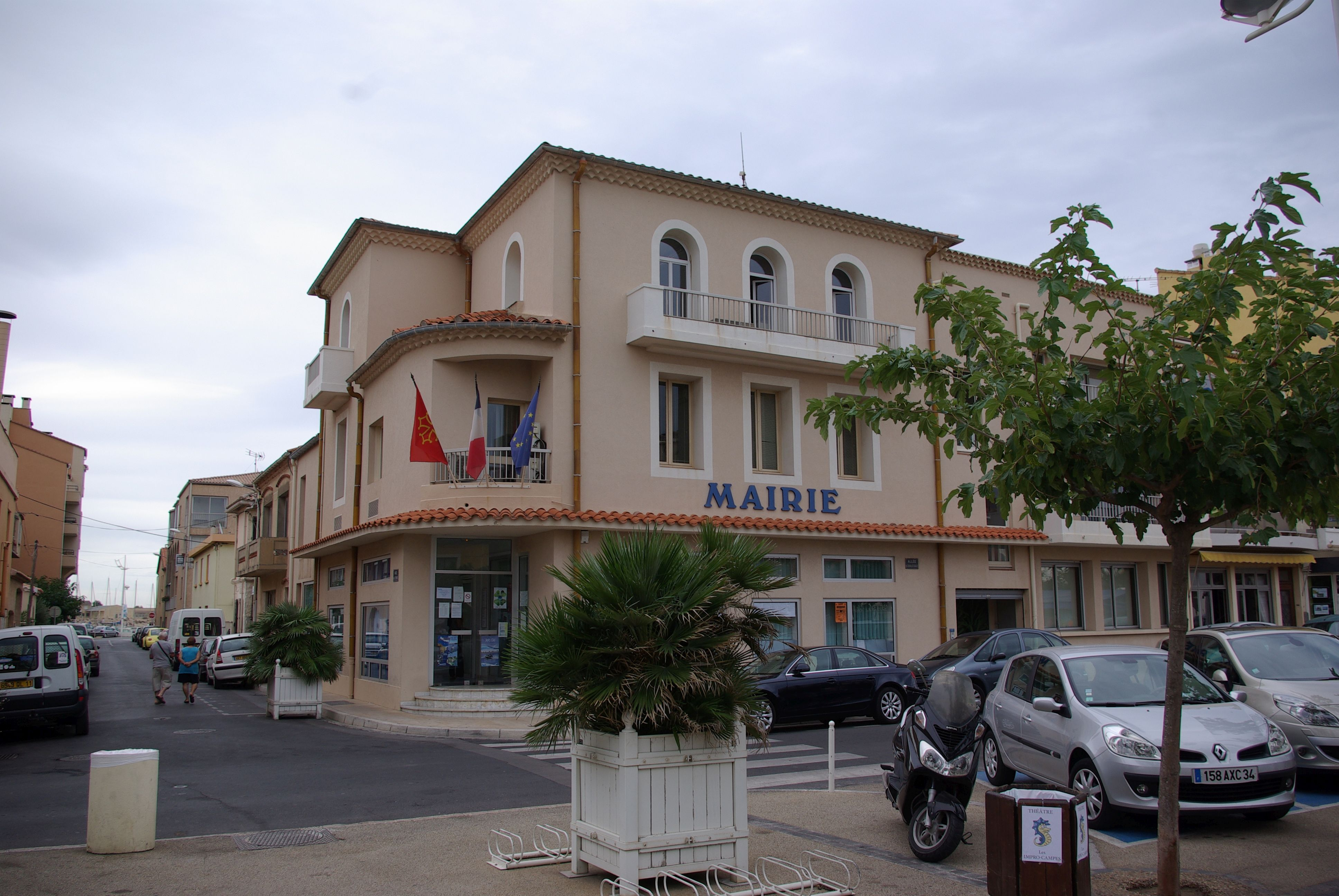
Mairie Valras-Plage